# Kodeks 0183
Kodeks 0183 (Gregory-Aland no. 0183) – grecki kodeks uncjalny Nowego Testamentu na pergaminie, paleograficznie datowany jest na VII wiek. Przechowywany jest w Wiedniu. Do czasów współczesnych zachowała się jedna karta kodeksu (we fragmentarycznym stanie). Jest cytowany w krytycznych wydaniach greckiego Nowego Testamentu.

## Opis
Do dziś zachowały się fragmenty jednej karty kodeksu, z tekstem 1. Listu do Tesaloniczan 3,6-9; 4,1-5. Według rekonstrukcji karta kodeksu miała rozmiary 26 na 16 cm . Pergamin ma ciemną barwę, zachował się w tak słabej kondycji, że Karl Wessely nie był w stanie ustalić, która strona pergaminu stanowiła stronę wewnętrzną skóry zwierzęcia, a która zewnętrzną. Stanley i Wendy Porterowie również nie byli w stanie tego określić. 
Tekst pisany jest jedną kolumną na stronę, w 28 linijkach w kolumnie . W jednej linijce mieści się 26–31 liter. Marginesy mają około 1 cm szerokości. Litery bardzo się różnią pod względem szerokości, tau i nu są bardzo szerokie, natomiast epsilon i sigma są bardzo wąskie. Litera fi jest wielka. Dolne, poziome kreski takich liter jak iota, mi oraz delta są często z sobą połączone. Pismo nosi cechy majuskuły aleksandryjskiej (albo koptyjskiej). Stosowana jest punktacja. Niektóre znaki diakrytyczne stosowane we fragmencie są niezrozumiałe dla paleografów. 
Skryba popełnia błąd itacyzmu, nie stosuje iota adscriptum. Nomina sacra (imiona święte) pisane są skrótami (ΘΥ, ΘΝ, ΚΥ, ΙΥ).

## Tekst
Tekst fragmentu reprezentuje aleksandryjską tradycję tekstualną. Kurt Aland zaklasyfikował go do kategorii III. Tekst zawiera unikalne opuszczenia niektórych słów. Do III kategorii należą rękopisy ważne dla poznania historii tekstu Nowego Testamentu. 
W linijkach 4, 5 i 6 strony recto fragment stosuje zaimki w drugiej osobie, a nie w pierwszej. W 8 linijce stosuje wariant θλιψει (ucisku) zamiast θλιψει ημων (ucisku naszego). Wariant nie został odnotowany w wydaniach Nestle-Alanda. Na stronie verso, w linijce 7, przekazuje wariant krótszy θελημα θεου (wola Boga) zamiast wariantu z rodzajnikiem θελημα του θεου (wola Boga). Wariant nie został odnotowany w wydaniu Nestle-Alanda. 
Rękopis był poprawiany przez późniejszego korektora.

## Historia

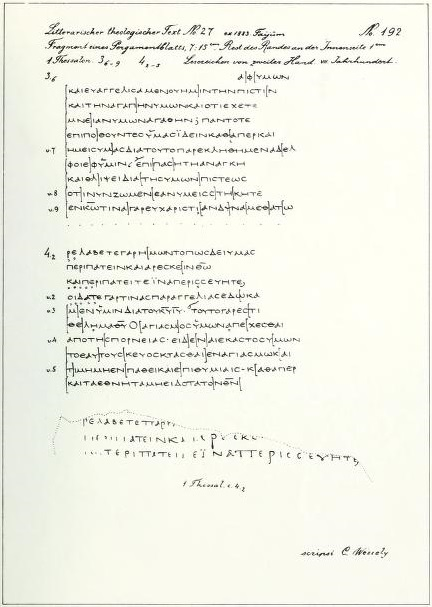
Facsimile Karla Wessely (1912)

Paleografowie datują rękopis na VII wiek (Haelst, Aland, Porterowie). Jest to też oficjalna data szacowana przez INTF . Prawdopodobnie powstał w Egipcie. Dokładna historia rękopisu nie jest znana. Karl Wessely, austriacki paleograf, przypuszczał, że pochodzi z Fajum. 
Faksymile kodeksu opublikował Karl Wessely w 1912 roku. Wessely nie odczytał wszystkich liter fragmentu. Porterowie w 2008 roku opublikowali jego faksymile oraz transkrypcję tekstu. Ich odczyt jest bardziej pełny. 
Na listę rękopisów Nowego Testamentu wciągnął go Ernst von Dobschütz w roku 1924, oznaczając go przy pomocy siglum 0183.
Fragment wykorzystywany jest w przeznaczonych dla biblistów wydaniach greckiego Nowego Testamentu Nestle-Alanda. Po raz pierwszy wykorzystany został w 26. wydaniu Nestle-Alanda (NA26). W NA27 został zaliczony do rękopisów cytowanych w pierwszej kolejności. W przeznaczonych dla tłumaczy biblijnych wydaniach UBS początkowo nie był wykorzystywany (UBS3). Wykorzystany został w 4. wydaniu (UBS4). W aparacie krytycznym NA26 cytowany jest dwukrotnie, za każdym razem wspiera tekst NA26. 
Rękopis jest przechowywany w Austriackiej Bibliotece Narodowej (Pap. G. 39785) w Wiedniu .